# أوموريس
أوموريس هو طبق ياباني، يتكون من عجة، أرز مقلي، بيض مخفوق رقيق ومقلي وفي الغالب يضاف إليه الكتشب.